# Kanoya

Kanoya (japanska: 鹿屋市?, Kanoya-shi) är en stad i Kagoshima prefektur i södra Japan. Kanoya fick stadsrättigheter den 27 maj 1941, och området utökades 2006 då kommunerna Aira, Kihoku och Kushira slogs samman med staden. Det är prefekturens tredje folkrikaste stad. 

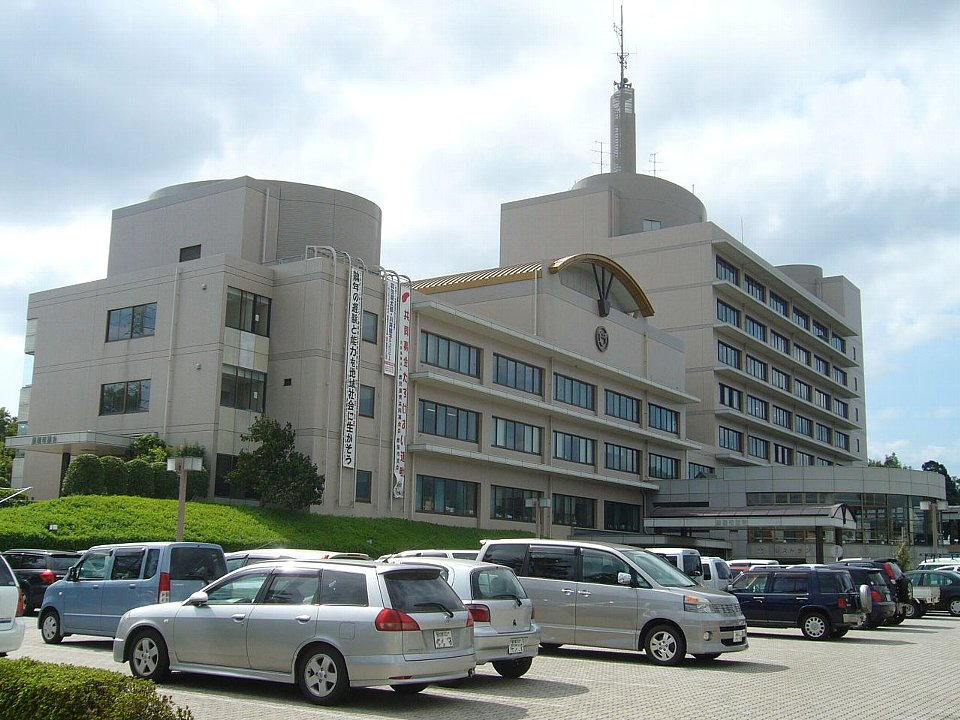
Stadshuset i Kanoya
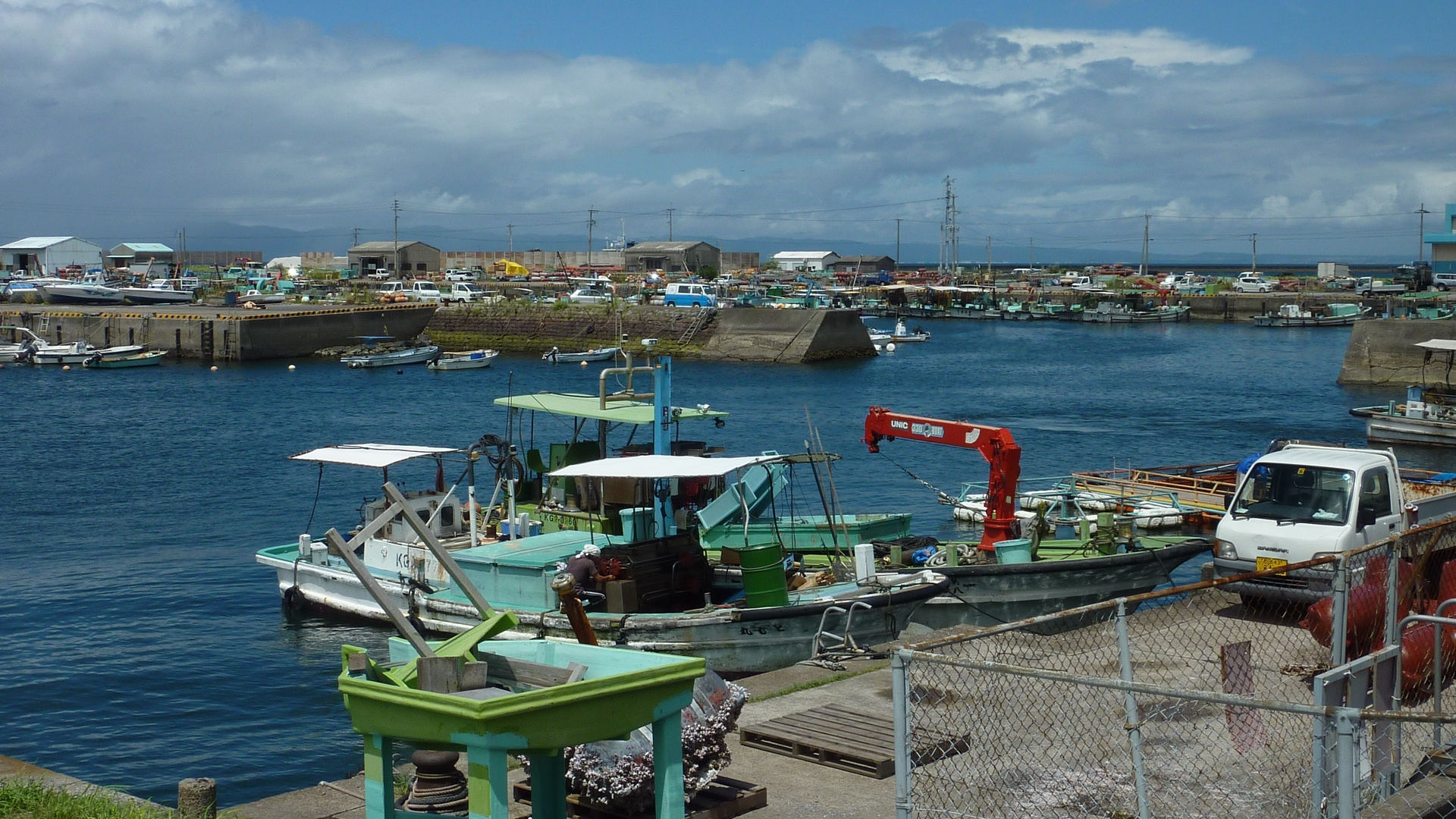
Kanoya hamn
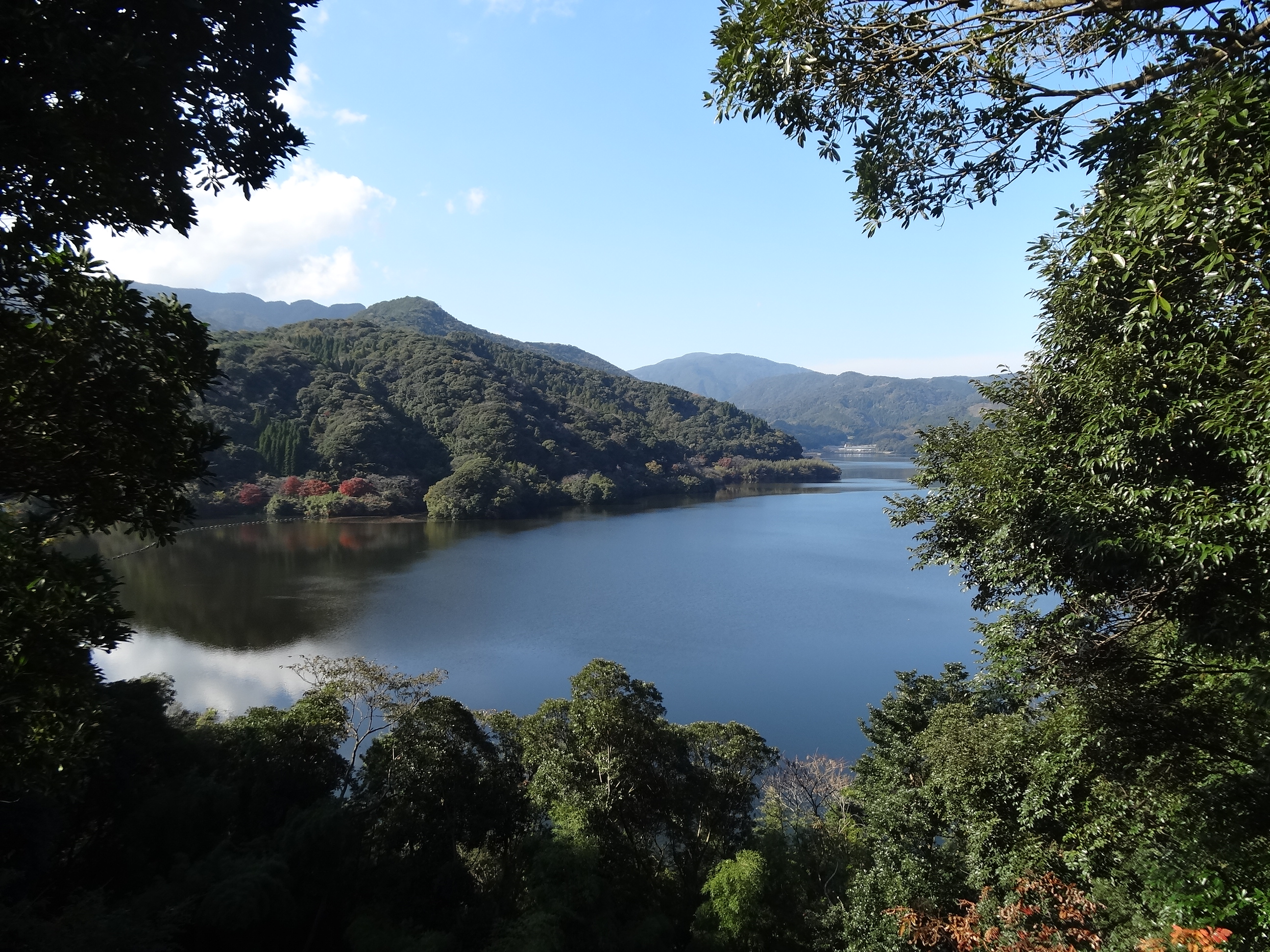
Osumisjön